# Augusta Luisa de Stolberg-Stolberg
La condesa Luisa Augusta de Stolberg-Stolberg (7 de enero de 1753, Bramstedt, Ducado de Holstein-30 de mayo de 1835, Kiel) es conocida por su viva correspondencia con el poeta y pensador Johann Wolfgang von Goethe; es conocida como Goethes Gustchen en la historia de la literatura.
Era la hermana menor de los amigos de Goethe, el Conde Federico Leopoldo de Stolberg-Stolberg ("Fritz") y el Conde Cristián de Stolberg-Stolberg. Vivió en una pensión para chicas jóvenes y solteras entre 1770 y 1783 junto con la baronesa Metta von Oberg, quien era mayor que ella. Sus cartas con el joven Goethe datan de 1775 y 1776. Nunca se conocieron en persona.
En toda su correspondencia era una alegre escritora. "Augusta – vom Morgen bis in Abend laufen die Depeschen bey ihr ein, wie bey einem Staatsminister, und werden sorgfältiger abgefertigt, als in einer Canzelley" observó Friedrich Gottlieb Klopstock.
El 7 de agosto de 1783 Augusta se trasladó a Copenhague, y más tarde contrajo matrimonio con el ministro de Estado danés Andreas Peter Bernstorff.